# Mas Nouguier (Montpellier)
Le Mas Nouguier ou Domaine du Grand Puits ou Domaine du Grand-Puy est une folie montpelliéraine du milieu du XVIIIe siècle située rue du Mas Nouguier et accessible via le chemin du Grand Puits, au sud-ouest de Montpellier, dans l’Hérault.

## Historique
Le domaine du Mas Nouguier a été acquis par la ville de Montpellier en 2006 après une période d'abandon. La ville est ensuite devenue propriétaire par voie de préemption en 2008 de la demeure principale du XVIIIe siècle, endommagée par plusieurs incendies. En 2013, la ville de Montpellier met en vente publique le domaine suivant un cahier des charges précis. En 2017, l'ensemble est cédé à l'association des Compagnons de Maguelone qui entament une restauration des bâtiments pour y installer un restaurant et un espace de séminaires.

## Description
L'édifice présente un plan en U d'une grande simplicité. Côté cour, le bâtiment central à 5 travées possède un avant-corps central qui abrite la porte d'entrée décorée de refends. Le fronton comporte, lui, une frise de grecques. Un encadrement de pierre seulement ébauché devait recevoir un décor pour mettre en valeur la porte. Deux pavillons à étage délimitent ce corps central de bâtiment réservé à l'habitation des propriétaires et auxquels sont accolées deux ailes en retour, dévolues aux activités agricoles. Une terrasse avec balustrade de pierre et un perron borde le corps central. Une disposition similaire se retrouve côté parc. Un garde-corps en maçonnerie pleine dissimule la toiture du corps central, alors que celle des deux pavillons est supportée par une corniche moulurée.
Le dessin du jardin et du parc reste visible malgré l'abandon du jardin à la fin du XXe siècle. De grandes allées de pins parasols, côté cour et parc rythment le site. Des pins, marronniers, cèdres constituent la végétation de ce parc. La noria et son système de stockage et d'acheminement de l'eau, deux portails et leurs piliers ouvragés, un mur de soutènement en pierre bordent le domaine à l'Ouest, un belvédère et ses bancs en pierre rythment l'espace.
La distribution intérieure est d'un grande simplicité et reprend le modèle des bâtiments à jours passants. Le vestibule central a conservé son plafond à voussure et son décor d'encadrements de stucs à grecques sur les murs. Le sol est décoré par une mosaïque du début du XXe siècle. Les ferronneries du XVIIIe siècle qui ornaient les impostes des portes=fenêtres ont en revanche disparu. De chaque côté du vestibule central se trouvent deux pièces en enfilades. Elles possédaient elles aussi un décor de stuc, disparu à la suite des incendies dont le site a été victime.

## Classement du site
L'ensemble est classé parmi les sites et monuments naturels de caractère. L'ensemble formé par les bâtiments (façades, élévations, toitures, ferronneries et sculptures) ainsi que l'allée de pins parasols de la noria et les jardins (sols et plantations) du domaine du Grand-Puy à Montpellier (Hérault) comprenant les parcelles cadastrales no 673, 674, 675 section G sont inscrits à l'Inventaire des Sites dont la conservation présente un intérêt général l'ensemble formé par les abords de la maison et du parc du Domaine du Grand-Puy à Montpellier (Hérault) et comprenant les parcelles cadastrales no 668 à 672, 676, 689 à 695, 711, 712, 719 à 721, section G. En ce qui concerne les immeubles bâtis l'inscription s'applique aux façades, élévations et toitures (Arrêté du 23 janvier 1943).